# Brian Huskey
Brian Huskey(nascido em 08 de Setembro de 1968) é um ator estadunidense conhecido por seus papéis em The Onion News Network e em Childrens Hospital. Huskey já apareceu em uma série de comerciais, incluindo uma série de comerciais para Sonic Drive-In e Wendy's. Em 2011, ele apareceu em "The Swagger Wagon" campanha publicitária para o Toyota Sienna.

## Filmografia
| Nome         | Nome                         | Personagens          |
| ------------ | ---------------------------- | -------------------- |
| 2004-2005    | Best Week Ever               | Panelist             |
| 2005         | Damage Control               | Diversos Personagens |
| 2007         | Superbad                     | Elementary Principal |
| 2008-2009    | Free Radio                   | James Reed           |
| 2008-present | Childrens Hospital           | Chet                 |
| 2008-2011    | The Onion News Network       | Duncan Birch         |
| 2010-2011    | Nick Swardson's Pretend Time | Diversos Personagens |
| 2011         | House MD                     | Dr. Rigin            |
| 2012         | Veep                         | Leon West            |
| 2014         | Premature                    | Diretor Hansen       |
| 2014         | Neighbors                    | Bill Wazakowski      |
| 2016         | Neighbors 2: Sorority Rising | Bill Wazakowski      |